# Вольперт, Илья Евгеньевич
Илья Евгеньевич Вольперт (1891, Вильна, Российская империя — 1979, Ленинград) — психотерапевт и психиатр, кандидат медицинских наук, создатель имаготерапии как метода лечения неврозов.

## Биография
Илья Евгеньевич (Айзикович) Вольперт родился в Вильне в семье адвоката Айзика Мееровича Вольперта (1863—?) и Тойбы-Леи Эльяшевны Бройдо (1875—?). У него были младшие брат Мирон (1897) и сестра Ревекка (1893). Это был второй брак отца. После окончания Вильнюсской гимназии в 1910 году он поступил на медицинский факультет Гейдельбергского университета. Закончив четыре курса обучения, летом 1914 года Илья Вольперт приехал на каникулы в Вильнюс, здесь его застала Первая мировая война. Медицинское образование он закончил в Одессе в 1915 году и был направлен врачом на Западный фронт.
Вскоре после Октябрьской революции попал в плен к немцам и оказался в лагере в городе Боровичи, где организовал амбулаторный прием больных. После окончания войны переехал в Петроград. В конце 1918 года был мобилизован в Красную армию и направлен ординатором в эвакуационный госпиталь в Козлове (ныне Мичуринск).
В 1920 году эвакогоспиталь был переведён в Саратов, где Илья Вольперт заболел тяжёлой формой сыпного тифа. Его выходила медсестра Гадася Соломоновна Гуревич (1897—1980), на которой он в 1920 году женился (впоследствии она стала врачом-офтальмологом). Их сын Евгений Вольперт (1921—2010) стал известным врачом и учёным в области неотложной кардиологии, дочь Лариса Вольперт — доктор филологических наук, почётный профессор Тартуского университета, международный гроссмейстер по шахматам.
После выздоровления Илью Вольперта назначили старшим врачом волжского санитарного парохода «Ярославна», направленного на борьбу с холерой. В 1920 году он был переведен в Ташкент, в санитарное управление Туркестанского фронта. Здесь он работал старшим ординатором эвакоприемника, затем был командирован в Казалинск для борьбы с холерой.
В 1921 году был демобилизован и стал главным врачом больницы в Гдове. В 1923 году Илья Вольперт вернулся в Петроград и работал в системе санитарного просвещения. В 1932 году участвовал в организации ленинградского Дома санитарного просвещения (ДСП), был методистом, лектором, позже заместителем директора ДСП по методической части и ответственным редактором издательства. Создал при ДСП лечебный театр и писал для него пьесы и стихи.
С 1935 года И. Е. Вольперт участвовал в знаменитых «средах» академика Павлова. Работал психиатром в районном диспансере и психотерапевтом в Клинике неврозов им. академика Павлова.
В 1941 году он ушёл на войну добровольцем народного ополчения, хотя по возрасту мобилизации не подлежал. Как старший врач артиллерийского полка участвовал в боях на Ленинградском фронте. Его часть попала в окружение на знаменитом Ораниенбаумском «пятачке», откуда медицинскую роту удалось вывезти на катерах. В должности начальника военного госпиталя он пережил блокаду в Ленинграде. Награждён медалью «За оборону Ленинграда», орденами Красной Звезды и дважды — Отечественной войны первой степени.
После демобилизации в 1946 году И. Е. Вольперт вернулся в Клинику неврозов, где работал заведующим женским отделением. В 1952 году «за безупречную медицинскую работу» был награждён орденом Ленина.
После инфаркта в 1962 году ушёл на пенсию, однако продолжал работать психотерапевтом в районном диспансере до 1966 года, по-прежнему занимался научной работой (выпустил в свет три объемные монографии).
Илья Евгеньевич Вольперт скончался в Ленинграде в 1979 году.

## Научная деятельность
И. Е. Вольперт внес значительный вклад в развитие психотерапии в России. В 1953 году, несмотря на волну антисемитизма и репрессии («Дела врачей-вредителей»), он защитил кандидатскую диссертацию, в которой важное место занимает критический анализ учения Фрейда о сновидениях. Проблеме сновидений посвящены также монографии И. Е. Вольперта «Сновидения в свете науки» (1960) и «Сновидения в обычном сне и гипнозе» (1966), ставшие популярными среди специалистов-психотерапевтов.
В 1966 году И. Е. Вольперт создал метод имаготерапии — «вживания в образ»: новый способ лечения неврозов и реабилитации при неврозах и психических заболеваниях. Имаготерапия И. Е. Вольперта — психотерапевтический метод тренировки больного в воспроизведении определённого комплекса характерных образов с лечебной целью. Это вариант поведенческой психотерапии, в основе которой лежит научение адекватно реагировать в трудных жизненных ситуациях, расширение коммуникативных возможностей, развитие способности к воспроизведению «лечебного» образа, к мобилизации собственного жизненного опыта.
«Методу И. Е. Вольперта» посвящены статьи в научной литературе по психотерапии, в «Журнале невропатологии и психиатрии им. С. С. Корсакова» (1981, том 81, вып, 3) посмертно опубликована итоговая работа Ильи Вольперта «Имаготерапия как метод реабилитации при неврозах и психических заболеваниях».

### Основные научные труды
- Вольперт И. Е. Исследование сновидений в гипнозе : Автореферат дис. на соискание учен. степени канд. мед. наук / Ленингр. гос. ордена Ленина ин-т усовершенствования врачей им. С. М. Кирова. — Л., 1952. — 16 с.
- Вольперт И. Е. Воспитание памяти / О-во по распространению полит. и науч. знаний РСФСР. Ленингр. отд-ние. — Л., 1956. — 30 с.
- Вольперт И. Е. Сновидения в свете науки. — Л.: Медгиз. Ленингр. отд-ние, 1960. — 64 с.
- Вольперт И. Е. Нервный человек. — М.: Медицина, 1965. — 84 с.
- Вольперт И. Е. Нервный человек. — 2-е изд., испр. — М.: Медицина, 1970. — 80 с.
- Вольперт И. Е. Сновидения в обычном сне и гипнозе / Под ред. действ. чл. АМН СССР проф. Д. А. Бирюкова. — Л.: Медицина. Ленингр. отд-ние, 1966. — 274 с.
- Вольперт И. Е. Психотерапия. — Л.: Медицина. Ленингр. отд-ние, 1972. — 232 с.
- Вольперт И. Е. Имаготерапия как метод реабилитации при неврозах и психических заболеваниях // Журнал невропатологии и психиатрии им. С. С. Корсакова. 1981. — Т. 81. — Вып.3. — С. 402—406.
- Вольперт И. Е. Имаготерапия как метод реабилитации при неврозах и психических заболеваниях (к вопросу о теоретических основаниях имаготерапии) // Вестник психотерапии. — 2000. — № 7 (12). — С. 141—147.
- Вольперт И. Е. Памяти павших : Поэма. Лирика. — Тарту, 2000. — 54 с.